# M/T Juraj Dalmatinac
M/T Juraj Dalmatinac je trajekt za lokalne linije, u sastavu Jadrolinijine flote. Prvenstveno je namijenjen za održavanje trajektne linije Zadar-Preko. Izgrađen je 2007. godine u Kraljevici, zajedno sa svojim "blizancem" Hrvatom.
Juraj Dalmatinac trenutno je u brodogradilištu Kraljevica. Oba su trajekta kapaciteta 138 automobila i 1200 osoba.

## Nezgode
Juraj Dalmatinac više je puta imao nezgode. 
- Dana 9. kolovoza 2007. godine, nedugo nakon puštanja u plovidbu, udario je u gat pristaništa u Preku na otoku Ugljanu. Trajekt je udario u obalne instalacije (lukobrane) zbog otkazivanja motora 1 i 2, nije bilo ozlijeđenih.[1]
- Dana 7. travnja 2009. godine jedrenjak Hrvatska čigra, koja je bila tegljena, zapela je sajlom o vezanog Jurja Dalmatinca u gradskoj luci u Zadru, nije bilo oštećenja na brodovima.[2]
- Dana 18. srpnja 2009. godine prigodom nevremena u Zadru, u trajektnom pristaništu, Jadrolinijin trajekt Mate Balota, zbog jakog naleta vjetra udario je u Jurja Dalmatinca, i time oštetio njegov bok i ogradu kod jedne od kabina za upravljanje. Nitko od putnika nije ozlijeđen.[3]

## Vanjske poveznice
|  | Zajednički poslužitelj ima još gradiva o temi M/T Juraj Dalmatinac |